# Инаугурация Закари Тейлора
Инаугурация Закари Тейлора в качестве 12-го Президента США состоялась 5 марта 1849 года. Одновременно к присяге был приведён Миллард Филлмор как 12-й вице-президент США. Президентскую присягу проводил Председатель Верховного суда США Роджер Брук Тони, а присягу вице-президента принимал временный президент Сената США Дэвид Райс Атчисон. 
Данная инаугурация стала вторым случаем переноса инаугурации в связи с тем, что 4 марта приходится на воскресенье, христианскую субботу. День инаугурации начался облачно со снежными порывами, но во время инаугурационных балов начался сильный снегопад.
Тейлор умер через год после инаугурации, и Филлмор сменил его на посту президента.

## "Президентство" Дэвида Райса Атчисона
Из-за переноса церемонии инаугурации на 5 марта многие друзья и коллеги сенатора Дэвида Райса Атчисона утверждали, что 4-5 марта 1849 года именно он был исполняющим обязанности президента Соединенных Штатов. Они утверждали, что, поскольку и президент Джеймс К. Полк, и вице-президент Джордж Даллас прекратили занимать свои должности в полдень 4 марта, и поскольку ни Тейлора, ни Филлмор еще не принесли предписанную присягу, оба поста были вакантны. Поэтому они утверждали, что в соответствии с Законом о президентском престолонаследии 1792 года Атчисон, будучи временным председателем Сената Соединенных Штатов, был исполняющим обязанности главы исполнительной власти страны во время междуцарствия. Историки, конституционалисты и биографы отвергают это утверждение.